# Эйджакс (Онтарио)
Э́йджакс (англ. Ajax) — город в провинции Онтарио (Канада), в районе Дарем. Эйджакс находится в 25 км к востоку от Торонто, на берегу озера Онтарио. Основан в конце XVIII века. Площадь города составляет 67,09 км². По результатам переписи 2021 года население Эйджакса составляет 126 666 жителей, плотность населения — 1 900,8 чел./ км². Город является частью промышленного района «Золотая подкова» (англ. Golden Horseshoe). Во время Второй мировой войны здесь был построен военный завод. В 1947 году был основан университет. Известен в частности как родина панк-рок группы Sum 41.

## Демография
| Год  | Население |
| ---- | --------- |
| 1961 | 7 755     |
| 1971 | 12 515    |
| 1981 | 25 474    |
| 1991 | 57 350    |
| 2001 | 73 753    |
| 2006 | 90 167    |
| 2011 | 109 600   |
| 2016 | 119 677   |
| 2021 | 126 666   |

По данным канадской переписи 2021 года население Эйджакса составляет 126 666 чел. Плотность населения составляет 1900,8 чел/км² . Средний возраст населения – 38,4 года, что на 3 года меньше, чем в среднем по стране. 18,8% жителей Эйджакса моложе 15 лет, 13,1% – в возрасте от 65 лет и старше.
57,2% жителей Эйджакса получили послешкольное образование любого уровня, 26,7% имеют полное школьное образование, 16,2% населения города не имеют образования.
92% жителей города являются гражданами Канады, из них 42% являются иммигрантами, а 8% прибыли в Канаду с 2011 по 2021 год. Также в Эйджаксе самая высокая доля чернокожего населения среди всех крупных городов Канады – 16,8%.
По данным той же переписи, английский язык является наиболее распространенным в Эйджаксе, им владеют 97,97% населения. 64,79% жителей отметили его как свой единственный родной язык, ещё 5,75% указали его как один из нескольких родных языков. 
Наиболее популярной религией является христианство (50,83% жителей), вторым по популярности стал ислам (14,08%), третьим – индуизм (11,62%). 20,77% жителей указали, что не принадлежат ни к какой конфессии.

## Экономика
После закрытия в 1945 году оборонного завода в Эйджаксе не осталось никакой промышленности. В 1949 году в городе открылся завод Dowty Aerospace по производству самолётов. К 1968 году уже имелись производства Volkswagen Canada, DuPont, AEG Bayly Engineering, текстильное предприятие.
В середине 1940-х в Эйджаксе не было стационарных торговых площадей, однако к 1970 году были построены крупных несколько торговых центров. В 1970-е годы происходила активная застройка площадей в центральной части города, в 1980-е началось развитие южной части. Даже экономическая рецессия конца 1980-х не остановила развитие города. Развитие дорожной сети и автомагистралей сделало город привлекательным как для новых жителей, так и для бизнеса.

## Известные жители и уроженцы
- Sum 41 — канадская панк-группа
- Boi-1da — канадский хип-хоп продюсер
- Джессика Тайлер — актриса
- Фан Тхи Ким Фук — врач вьетнамского происхождения, ранее известная как «напалмовая девочка».